# Бјери ле Бел Фонтен
Бјери ле Бел Фонтен (фр. Bierry-les-Belles-Fontaines) насеље је и општина у источном делу централне Француске у региону Бургоња, у департману Јон која припада префектури Авалон.
По подацима из 2011. године у општини је живело 194 становника, а густина насељености је износила 7,21 становника/km². Општина се простире на површини од 26,9 km². Налази се на средњој надморској висини од 307 метара (максималној 371 m, а минималној 220 m).

## Демографија
| 1962. | 1968. | 1975. | 1982. | 1990. | 1999. | 2011. |
| ----- | ----- | ----- | ----- | ----- | ----- | ----- |
| 262   | 291   | 255   | 211   | 197   | 229   | 194   |

График промене броја становника у току последњих година